# 曹建国 (航空发动机专家)
曹建国（1963年8月—），男，安徽枞阳人，中国航天仿真专家，中国工程院院士，现任中国航空发动机集团有限公司董事长、党组书记。2024年9月后动向不明，据传因贪污接受调查中。